# Paraleptynia platensis
Paraleptynia platensis is een wandelende tak uit de familie Heteronemiidae. De wetenschappelijke naam van deze soort is voor het eerst voorgesteld als Leptynia platensis door Salvador de Toledo Piza Júnior in een publicatie uit 1939.
De soort komt voor in Argentinië.